# 対汚職諸国グループ

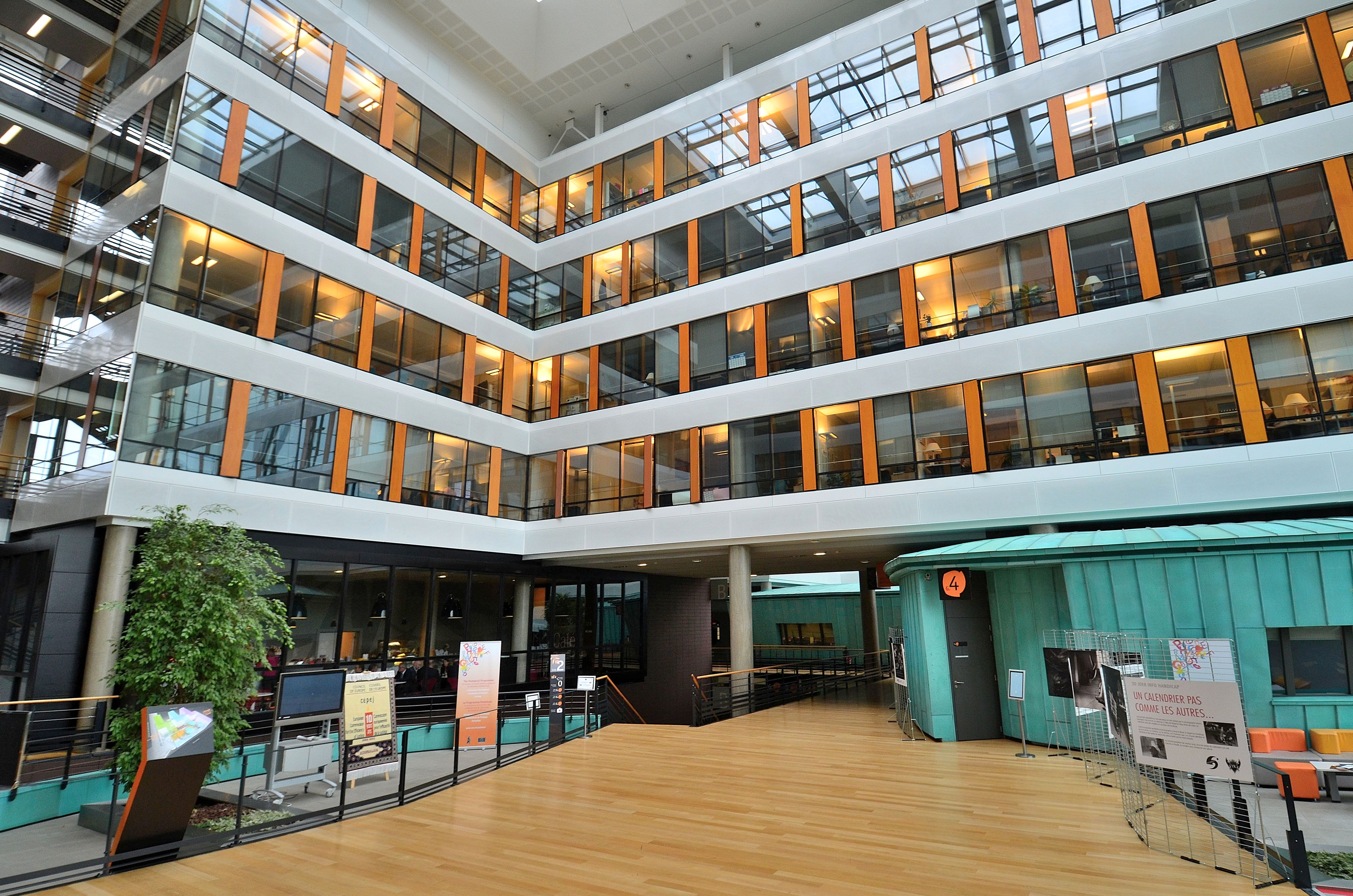
欧州評議会ビル「アゴラ」内にあるGRECO事務局

対汚職諸国グループ (フランス語: groupe d'États contre la corruption、GRECO)は、1999年に欧州評議会加盟国によって拡大部分協定として設立された機関である。本部はストラスブール（フランス）の欧州評議会ビル内に置かれている。

## 概要
欧州評議会は、国内および国際レベルで汚職と闘う国家の能力を向上させるため、公共・民間部門における汚職の犯罪化、汚職による損害の責任と補償、公務員の行為、政党への資金提供などの問題を扱う多面的な法的文書を数多く策定している。これらの基準の遵守を監視するのがGRECOである。
GRECOは、相互評価および加盟国からの圧力のプロセスを通じて、加盟国が欧州評議会の汚職防止基準を遵守しているかを監視し、腐敗と闘う能力を向上させることを目的とする。また、各国の腐敗防止政策の欠陥を明らかにし、必要な立法、制度、実務上の改革を促す。

## 参加メンバー
GRECOへの加盟は欧州評議会の加盟国に限定されておらず、2022年5月現在、50カ国（欧州49カ国とアメリカ合衆国）が加盟している。部分協定として設立されたが、欧州評議会の全加盟国がGRECOのメンバーとなっている。欧州評議会外からはベラルーシ、カザフスタン、米国が加盟している。
また、欧州連合、経済協力開発機構、欧州安全保障協力機構民主制度・人権事務所、国連薬物犯罪事務所、国際反汚職アカデミーを含む10の機関がオブザーバーとして参加している。
2022年のロシアによるウクライナ侵攻に伴い、ロシアとベラルーシは3月17日付でGRECOへの参加資格を制限された。その後、ロシアは欧州評議会を脱退したため、同国のGRECOへの参加資格は一時停止となった。

## 規範基準
GRECOは、欧州評議会の閣僚委員会が採択した以下の文書を規範基準としている。
- 汚職に関する刑法条約（ETS173）[6]
- 汚職に関する民法条約（ETS174）[7]
- 汚職に関する刑法条約の追加議定書（ETS191）[8]
- 汚職との闘いのための20の指導原則（決議（97）24）[9]
- 公務員の行動規範に関する勧告（勧告番号R（2000）10）[10]
- 政党および選挙運動の資金調達における汚職に反対する共通規則に関する勧告（Rec(2003)4）[11]

## モニタリング手続き
GRECOのモニタリングは、次のような構成になっている。
- 水平的評価手続き：すべての加盟国が評価ラウンドで評価され、必要な立法、制度、実務上の改革を促進するための勧告を行う
- 遵守手続き：上記勧告を実施するために加盟国がとった措置を評価する

遵守手続きにより、勧告が遵守されているかを検討することが特長となっている。勧告がどの程度実施されたかの評価は、評価報告書の採択から18カ月後に精査中の加盟国が提出する報告書に基づいて行われる。
GRECOの勧告への対応が不十分であることが判明した加盟国に対しては、段階的アプローチに基づく特別な手続きを実施する。

## 評価ラウンド
GRECOは、評価ラウンドというサイクルで活動しており、それぞれが特定のテーマを扱ってきた。
第1次評価ラウンド（2000 - 2002年）は、汚職の防止と撲滅に携わる国家機関の独立性、専門性、手段を扱った。また、公務員の逮捕や起訴に対する免責の範囲についても扱われた。
第2次評価ラウンド（2003 - 2006年）では、汚職収益の特定、押収、没収、行政における汚職の防止と発見、汚職の隠れ蓑として法人・企業が利用されることの防止に焦点を当てた。
第3次評価ラウンド（2007年1月開始）では、汚職に関する刑法協定に規定されている罪状および政治資金の透明性を取り上げた。
第4次評価ラウンド（2012年1月開始）は、国会議員、裁判官、検察官に関する汚職防止を扱っている。
第5次評価ラウンド（2017年3月開始）は、中央政府および法執行機関における汚職防止と一体性の推進をテーマとし、利益相反、回転ドア、資産申告、説明責任メカニズムなどの問題を調査している。

## 評価プロセス
対象となる加盟国の評価のためにGRECOによって専門家のチームが任命され、質問状への回答書と、現地訪問によって収集した情報に基づいて状況分析が行われる。
現地訪問による直接の情報収集は、評価の質の向上に貢献している。政府関係者、市民代表、学識経験者など多くの関係者と討論し、追加情報を求め、曖昧で論争になりがちな問題に光を当てることによりプロセス全体の信頼性を高めている。また、国内の実務家との議論は、汚職犯罪に関連する特定の法的概念の解釈の問題、それに伴う法理論、および精査中の法律を適切に適用することに関わる問題への対処の助けとなる。
訪問調査後、専門家チームは報告書を作成し、調査対象国に送付して意見を求めた後、最終的にGRECOに提出され、審査・採択を受ける。

## 評価の実際
GRECOの第4次評価ラウンドにおけるセルビアの例を挙げる。
2015年6月、セルビアに関する評価報告書がGRECO第68回総会で採択され、セルビアの許可を得て7月に公開された。立法過程の透明性、国会議員の行動規範の採択、利益相反の回避、裁判所ならびに検察の改革などを含む13の勧告がなされた。
2017年4月、セルビアはGRECOの手続き規則に則り、勧告実施のために取られた措置の状況報告書を提出した。GRECOはノルウェーとポーランドを遵守評価の報告者に選任した。
2017年10月、GRECO第77回総会でセルビアの第1次遵守報告書が採択された。セルビアは、13の勧告のうち7項目が部分的に実施、6項目が未実施であった。結論として、非常に低いレベルの遵守であり、「全体として不満足」であるとした。GRECOは規定に則り、セルビア代表団長に対して勧告の実施進捗状況について、できるだけ早く、遅くとも2018年10月31日までに引き続き報告するよう要請した。2018年11月30日、セルビアは、保留中の勧告の実施に関する情報提供を行い、ノルウェーおよびポーランドの代表者によって作成された遵守報告書を提出した。
2019年3月、第82回総会で、セルビアに関する中間報告書が採択された。セルビアは、評価報告書に含まれる13の勧告のうち、10項目は部分的に、3項目は未実施であった。完全に実施された勧告はなかったが、勧告の全体的な遵守レベルは向上しており、規則が意味する「全体として不満足」ではないと結論付けた。そのうえで、GRECOはセルビアに対し、勧告を実施するための努力をさらに進めるよう奨励し、セルビアに対し、勧告の実施に関する追加情報を提出するよう要請した。
2020年10月、第86回総会において、セルビアに関する第2次遵守報告書が採択された。その中でセルビアは、13項目の勧告のうち2項目を満足に実施し、10項目が部分的に実施され、1件は未実施であると評価された。具体的には、国会議員のロビー活動に関する新法が採択されたことが評価された。一方、勧告を実施する上で、憲法改正がまだ進行中であることが障害となっていること、裁判官協会や検察官協会の離脱など協議のプロセスがかなり険悪な環境であることを強く懸念し、引き続きセルビアに対し、憲法改正が広範な人々の理解を得られるよう、努力を惜しまないよう引き続き働きかけた。
2022年3月、第90回総会において、セルビアに関する中間報告書が採択された。結論として、セルビアが、13項目の勧告のうち8項目を満足に実施、5項目を部分的に実施していると評価した。国会議員に関する勧告のほとんどが満足のいく形で実施されており、法律の起草プロセスの透明性は、ウェブサイトを通じた法律案の適時開示や、議会での公聴会開催によりさらに改善された。裁判官と検察官に関しては、憲法が改正され、裁判官の構成が改善したこと、行政・立法府の代表者による職権委員が廃止され、裁判所と裁判官が憲法上の独立機関として認められたことを評価した。また、GRECOの勧告に従って改正された汚職防止法も歓迎した。以上のことから、GRECOは、勧告の遵守の全体的なレベルは「全体として不満足」ではないと結論づけた。GRECOは引き続きセルビアに対し、状況の報告を行うよう要請した。